# Mariene ecoregio Westelijke Carolinen
De Mariene ecoregio Westelijke Carolinen (125) (Engels: West Caroline Islands marine ecoregion) is een biogeografische regio en ligt in het westen van de Grote Oceaan in de Mariene provincie Tropische Noordwestelijke Stille Oceaan (29) in het Marien rijk Centrale Indo-Pacific. De mariene ecoregio is vastgesteld door het World Wide Fund for Nature en The Nature Conservancy en is vernoemd naar de eilandengroep de Carolinen.
In het oosten grenst het gebied aan de mariene ecoregio Oostelijke Carolinen (124), in het westen aan de mariene ecoregio Oostelijke Filipijnen (127), in het zuidwesten aan de mariene ecoregio Halmahera (129) en in het zuiden aan de mariene ecoregio Papoea (130).

## Geografie
De mariene ecoregio ligt in het westen van de Grote Oceaan rond het westelijk deel van de eilandengroep de Carolinen in Palau. Het gebied strekt zich uit rond de wateren van Yap in het noordoosten, de centrale eilanden bij Babeldaob en de Sonsoroleilanden in het zuidwesten.
Door het gebied stroomt de Pacifische Noordequatoriale stroom en de Pacifische Equatoriale tegenstroom.

## Biogeografie
Het gebied kent zeeleven dat houdt van tropische temperaturen.